# Compromis historique

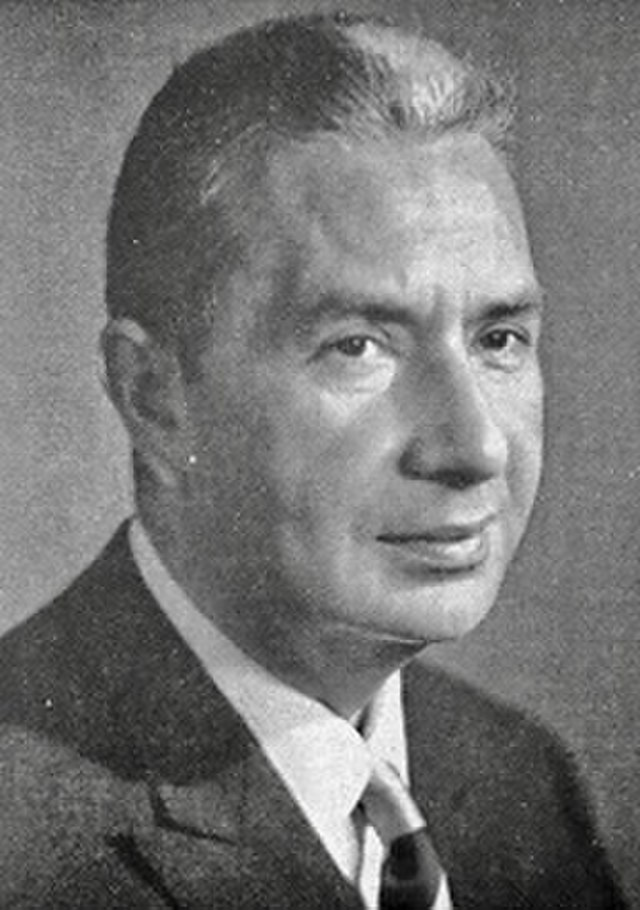
Aldo Moro, dirigeant de Démocratie chrétienne et partisan du Compromis historique

Le « compromis historique » (compromesso storico) est le nom donné en Italie dans les années 1970[Quand ?] à un accord visant à mettre un terme à la division politique et sociale du pays en deux, partagé entre les deux partis rivaux de la Démocratie chrétienne (DC) et du Parti communiste italien (PCI), dirigés respectivement par Aldo Moro et Enrico Berlinguer.

## Histoire

### Origine
Soutenu entre autres par le philosophe Norberto Bobbio, le compromesso storico visait à faire entrer le PCI au gouvernement, quand il atteignait des résultats électoraux élevés, notamment en 1976, quand il obtient plus de 34 % des voix, à son plus haut depuis la fin de la Seconde Guerre mondiale.
Quelques jours après le coup d'État du général Pinochet au Chili, Enrico Berlinguer, secrétaire général du parti communiste italien a lancé la formule du "compromis historique", "seule capable à ses yeux d'éviter une situation semblable en Italie".
Il signe un long article en trois volets dans Rinascita, la revue culturelle du PCI, «réflexions sur l’Italie après les faits du Chili». Le dernier volet appelle à un «nouveau grand compromis historique» entre les familles communiste, socialiste mais aussi démocrate-chrétienne, s'inspirant de celui des forces antifascistes entre 1943 et 1947. Il propose de "transcender les clivages partisans" par une «alternative démocratique», une «collaboration avec des formations d’une autre orientation démocratique» et préconise un "mode de gouvernement qui reposerait sur une majorité dépassant largement les 51%".
Enrico Berlinguer tire les leçons de l'action des États-Unis contre l'ex-président chilien Salvador Allende, et craint qu'un phénomène identique fasse échouer une future politique économique de gauche. Le coup d'État au Chili "pouvait être utilisé par des secteurs de la droite pour démontrer que le socialisme et la démocratie n’étaient pas compatibles, pas possibles", dans une Italie prise dans "un cycle de violences" au début des années 1970, devenue "une entreprise de déstabilisation de la démocratie italienne lancée parfois avec le soutien des services secrets et des réseaux atlantistes", selon Alessandro Santoni, chercheur en relations internationales de l’université de Santiago.

## Réaction initiales

### Démocratie chrétienne
Aucun des dirigeants de la DC ne voulait par principe de ce compromis historique, "même si certains d'entre eux laissaient ouverte la voie d'une coopération pragmatique". 

### Extrême-gauche
Dès le tout début 1976, l'extrême-gauche dénonce ce compromesso storico, que "le parti communiste cherche obstinément à conclure avec d'autres formations politiques, et notamment avec la démocratie chrétienne", en s'appuyant sur "sa forte avance lors des élections du 15 juin 1975" et en s'adressant en priorité aux représentants du parti socialiste.

### Parti socialiste italien
Le PSI, après deux élections en coalition avec le PSDI, décide à la fin de 1975 de se rapprocher du PCI, qui aux élections régionales des 15 et 16 juin 1975 a totalisé 33,5% des voix et est arrivé en tête dans sept régions, contre trois en 1970. Le PSI annonce alors qu'il veut gouverner avec le PCI, avec qui il avait formé un "front populaire" juste après la Seconde Guerre mondiale

## Événements de l'hiver 1975-1976
Le 31 décembre 1975, Francisco De Martin, secrétaire du parti socialiste italien, exige d'associer les communistes à la majorité au pouvoir, dont le PSI fait partie, il fera campagne en juin suivant sur cette question ,.
Mais à la suite de ce 31 décembre 1975, le 7 janvier 1976, c'est une première mini-crise politique en Italie, Aldo Moro doit former un gouvernement monocolore et minoritaire qui bénéficie temporairement de l'abstention du PSI et du PRI, en attendant que se concrétise le compromis historique.
Le 21 janvier 1976 voit la première rencontre des dirigeants socialistes et communistes italiens ce qui déclenche des spéculations contre la monnaie italienne. Après avoir dépensé 528 millions de dollars en 3 semaines, la Banque d'Italie suspend son soutien, jusqu'à mars, à la lire, qui flotte depuis le 9 février 1973 et a perdu depuis 21 %. Le lendemain, le marché des changes italien est fermé, le cinquième blocage du marché en quatre ans, et la spéculation des États-Unis dénoncée par les quotidiens La Repubblica et L'Unita (gauche).
"Le vrai discours d'investiture (...), c'est Berlinguer qui l'a prononcé", commente la presse en février 1976 lorsque Aldo Moro devient président du conseil, car Berlinguer lui réplique de la tribune sur un ton très sûr de lui.
Dans une interview au grand quotidien Corriere della Sera le 15 juin 1976 Enrico Berlinguer souligne la nécessité de l'appartenance de l'Italie à l'Alliance atlantique. Le lendemain 16 juin, l'affaire Lockheed rebondit, à quatre jours des élections législatives, quand la commission d'enquête parlementaire chargée de définir les responsabilités dans les révélations de février, après avoir établi qu'au moins 2 millions de dollars de commissions ont été versés en 1970, au moment de la crise de l'aéronautique américaine, pour vendre à l'Italie 14 avions de transport Hercules C-130, est réunie après une semaine d'enquête aux États-Unis et veut faire comparaître immédiatement les principaux accusés, parmi lesquels le ministre des affaires étrangères Mariano Rumor mais aussi le démocrate-chrétien Luigi Gui et le social-démocrate Mario Tanassi, ex-ministre de la défense, tandis que l'implication de Giulio Andreotti n'apparait publiquement qu'en septembre, trois mois après

## Nouvelles situation après les élections de 1976
La question se pose de manière plus aigüe au printemps et à l'été 1976, avant et après les élections générales des 20 et 21 juin 1976, car quelques mois avant la presse révèle le contenu du "Pike Report", dans le cadre de la "commission Church" sur les services de renseignement et les multinationales américaines, affirmant que l’ambassadeur américain à Rome de 1969 à 1973 a remis 80,000 dollars au général Miceli, futur candidat à la députation du parti néofasciste Mouvement social italien (MSI). Au même moment, l'entreprise de défense Lockheed est  accusée d’avoir versé des pots de vin à trois ministres italiens pour la vente d’avions de transport militaire C-130.
La participation à ces élections des 20 et 21 juin 1976 monte au plus haut niveau depuis 1958, atteignant 93%, et elles voient le PCI gagner 91 parlementaires et 7 points et obtenir un score historique de presque 35%, non loin des 38,7% du démocrate-chrétien Giulio Andreotti, qui stagne et "ne se trouve pas en posture de vainqueur" , mais "chef d'un cabinet minoritaire, uniquement composé de ministres démocrates-chrétiens" après trente ans d'hégémonie de ce parti.
Le Parti socialiste italien de Francesco De Martino ayant obtenu presque 10%, les deux partis de gauche, qui souhaitent tous deux gouverner ensemble depuis six mois, totalisent 44,7%, loin devant la DC. Dans les jours qui suivent l'élection, les dirigeants du PCI "ont différents styles pour exposer la stratégie" de ce "compromis historique" espéré et le présentent comme le "développement d'une action qui part de loin", dont leur leader historique Palmiro Togliatti a été "le théoricien et l'organisateur" dès son "retour en Italie" à la fin de la Seconde Guerre mondiale.
Ils font ainsi la "proposition d'un gouvernement d'urgence, de large coalition démocratique, exprime cette convergence des forces populaires"
Mais la DC n'accepte, malgré ces élections générales de 1976 que la formation de gouvernements de « solidarité nationale », présidés par Giulio Andreotti entre 1976 et 1979, qui ne sont soutenus par l'opposition, sans y participer directement, que face au terrorisme de l'ultra-gauche, déployé par les Brigades rouges, qui assassinent le leader démocrate-chrétien Aldo Moro en 1978.

## Espoirs placés dans Giulio Andreotti
Le Monde observe fin juillet 1976 que depuis des années Giulio Andreotti avait très "activement poussé la coopération législative" des deux grands partis du pays, la DC et le PCI "au sein des commissions" mais que l'abstention du PCI sur les projets de la DC au parlement "n'est pas encore" un "fait publiquement acquis", restant conditionnée à "la tournure des débats au Sénat et à la Chambre, en particulier par l'ampleur et la sincérité du soutien que la démocratie chrétienne" accordera aux propositions des communistes.
Le journal précise que l'expérience attendue, celle de "l'abstention négociée" n'est elle-même pas sûr d'être suivie d'une seconde étape, attendue aussi, une transformation "en soutien sans participation".

## Espoirs placés dans Aldo Moro
L'un des autres leaders de la DC, Aldo Moro, partisan du compromis historique, devait permettre au PCI l'accès au pouvoir en se faisant élire Président de la République.
En suite, le 1er mars 1978, Aldo Moro a "arraché" à son parti l'accord sur le principe d'une "majorité programmatique parlementaire " dont ferait partie le PCI.

## Pape, patronat et Etats-Unis courtisés par Berlinguer
Le compromis jugé nécessaire avec la Démocratie chrétienne nécessite de ne pas heurter trois groupes de pression qui dominent la vie politique et sociale en Italie depuis 1945 : 
- l'Église, dirigée de fait par le pape Paul VI[réf. nécessaire];
- le patronat dirigé par l'héritier et patron de l'empire automobile Fiat Giovanni Agnelli avant tout attentif à ce que Fiat reste entre ses mains[réf. nécessaire];
- les États-Unis, représentés par leur ambassadeur[réf. nécessaire].

### La position du pape
Selon ses biographes italiens, Enrico Bernliguer, futur leader du PCI, avait dès le 1er mai 1944, lors d'une rencontre avec l'évêque Mgr Checco chez un ami socialiste, évoqué la nécessité d'un compromis avec les représentants de "la masse des catholiques déshérités" dans le sillage du "Svolta di Salerno", retournement de ligne politique du PCI sous Palmiro Togliatti, qui le 31 mars 1944, lors d'un discours à Salerne appella à un gouvernement d'unité nationale, reconnaissant le gouvernement du maréchal monarchiste Badoglio, un front que le PCI avait rejoint, de fait, au sein de ce gouvernement Badoglio.
Puis en 1976 Enrico Berlinguer pensait obtenir l'accord des États-Unis si le pape donnait également le sien. Le pape Paul VI est l'adversaire le plus déterminé car il est en train de négocier un modus vivendi (ou plutôt modus non moriendi) pour les catholiques persécutés dans les pays communistes et ne veut donc pas donner l'impression aux Soviétiques qu'il négocie en fonction critères italiens.
Le pape, alors en fin de vie, intervient dans la campagne des législatives de juin 1976, "en posant la question de la révision du Concordat", alors que le PCI se propose de "réussir" dès cette campagne  législative le compromis historique, pour "créer un gouvernement d'unité", comme le veulent aussi les socialistes, mais n'obtient pas un succès aussi large qu'il l'espérait.
Leader de fait de la Démocratie chrétienne, Paul VI finalement fait échouer les projets d'Aldo Moro car il craint que le PCI, déjà assez puissant, ne devienne dominant en Italie, même si, de fait, le compromis historique se traduit par un PCI toujours "dans l'opposition", tandis que d'autres auteurs parlant plutôt d'un soutien mesuré". Les adversaires du "compromis historique" représentent alors  "une large part de la démocratie chrétienne", au sein de laquelle Aldo Moro cherche à convaincre ses « barons » d’accepter le « compromis historique », et ils "reprennent la main au sommet de l’État" après l'assassinat d'Aldo Moro.

### L'évolution de la position des États-Unis
Entre 1974 et 1977, les archives triées par les historiens montrent  qu'il n’est pas une réunion bilatérale italo-américaine au cours de laquelle la question de la progression électorale du PCI ne soit abordée, comme lors des élections italiennes d'avril 1948 face à la crainte du front populaire associant communistes et socialistes, qui avaient vu les premières "opérations psychologiques clandestines" de la CIA, créée en 1947.
"Les élections législatives anticipées les 20 et 21 juin 1976 "sont encore plus importantes que celles de 1948 et l’état de la Démocratie chrétienne nettement moins prometteur", déclare l’ambassadeur américain à Aldo Moro, dont le parti est divisé sur la place future du PCI: "certaines factions s’opposent à tout arrangement", mais d’autres accepteraient "un rôle indirect mais décisionnel dans la politique nationale".
Le président américain Gerald Ford doit en effet afficher sa "ferme opposition au communisme" car il est attaqué par la droite du Parti républicain emmenée par Ronald Reagan, futur président, notamment lors des primaires du Parti républicain en 1976, et le président américain suivant Jimmy Carter, connaitra le même problème, mais en le gérant différemment. Gerald Ford s’oppose donc publiquement plusieurs fois au compromis historique, générant l’indignation des grands quotidiens nationaux italiens contre "ingérence américaine inconvenante, rétrograde et contre-productive". Gerald Ford déclare ainsi en février que les pays membres de l’OTAN "ne devraient pas avoir de membres du Parti communiste dans leur gouvernement".
Enrico Berlinguer assure de son côté qu'il ne remettra pas en cause l'équilibre géopolitique de l'Europe, en promettant le maintien de l'Italie dans l'OTAN : au cours d'un entretien en juin 1976 dans le quotidien romain Corriere della Sera, il déclare se sentir « plus en sécurité » à l’ouest du rideau de fer, à l'ombre des Américains..
Pour sa part, la presse américaine souligne la compétence avec laquelle les dirigeants communistes gèrent leurs collectivités dans la ceinture rouge (Émilie-Romagne, Toscane, Ombrie) et même l'ambassade américaine à Rome loue en elles, selon ses archives, des "modèles d’efficacité et d’honnêteté" comparés à ce que l’on peut généralement voir ailleurs en Italie. Les archives de la CIA montrent qu'elle ne voit pas l’arrivée du PCI au pouvoir positivement, mais que ses analystes restent "mesurés quant aux conséquences pour les intérêts américains". Quant à celles du PCI, elles attestent de "relations chaleureuses" entre son responsable à Rome Robert Boies et l'un des leaders du PCI Sergio Camillo Segre, le premier promettant au second d’œuvrer à Washington pour influencer les diplomates américains "dans le sens d’une meilleure compréhension de la réalité italienne et du rôle positif des communistes".
Mais si les "positions modérées" du PCI rassurent les élites américaines, elle "préoccupent davantage Henry Kissinger qu’elles ne le rassurent" car elles lui permettent de rassembler un électorat plus large et donc d’arriver légalement au pouvoir.
Souhaité par Gerald Ford, le sommet de Porto Rico des 27 et 28 juin 1976 a pour fonction "d’aborder l’attitude à adopter vis-à-vis de l’Italie et du PCI", et ce "sous le nez des Italiens", comme l'a reconnu plus tard Helmut Sonnenfeldt, principal conseiller de Henry Kissinger. Et à Porto Rico, États-Unis, Royaume-Uni, RFA et France "se sont accordés sur un point : aucune aide financière du Fonds monétaire international ne sera versée à l’Italie, comme elle l’a sollicitée, si des ministres communistes participent au gouvernement". Dans la foulée, Pietro Ingrao est élu le 3 juillet président de la Chambre des députés, mais c'est Giulio Andreotti qui se voit confier la présidence du conseil, la DC étant arrivée en tête aux élections et le PCI n’obtient finalemeNt aucun ministère dans son gouvernement, qui n'entre en fonction que le 12 août 1976, "grâce à l’abstention des communistes".
Au même moment, au cours de sa campagne présidentielle de 1976, Jimmy Carter "s’est employé à se différencier de ses prédécesseurs", Richard Nixon et Gerald Ford, critiquant leur politique étrangère "immorale" et se montrant ouvert à l'eurocommunisme incarné par le PCI, qu'il voit comme "un facteur adjuvant du délitement, certes graduel, du bloc socialiste", le responsable de la section Europe au Conseil de sécurité nationale (NSC), Robert Hunter rappelant même plus tard que "les Russes étaient plus inquiets que nous" sur cette question. Ce "changement de ton", rassure, à Rome, "les partisans d’un gouvernement de solidarité nationale".
Zbigniew Brzezinski, nouveau patron du NSC sous Carter, expliquera même qu'il "était logique sur le plan stratégique de cultiver des eurocommunistes tel le président italien Giorgio Napolitano, alors l’un des dirigeants du PCI.

## Causes géopolitiques de l'échec

### Asassinat d'Aldo Moro
Le compromis échoue à cause de l'hostilité déterminée de Paul VI, resté influent au sein de la Démorcratie chrérienne, et des États-Unis, accusés d'orchestrer la spéculation contre la lire sur le marché des changes, mais aussi et surtout à cause de l'assassinat, en mai 1978, d'Aldo Moro par le second groupe des Brigades rouges, qui l'avait le 16 mars 1978 enlevé en plein Rome dans l'espoir d'obtenir en échange de sa libération, celle de plusieurs de leurs compagnons emprisonnés.
Aldo Moro  était en route pour une session de la Chambre des députés où les députés devaient discuter le vote de confiance au nouveau gouvernement de Giulio Andreotti qui, pour la première fois, recevait l’aval du Parti communiste, première application du compromis historique.
Le 28 juin 1976, alors qu'il était encore président du Conseil pour quelques jours, Aldo Moro avait participé à la conférence du G7 à Porto Rico et demandé l'avis des autres chefs d'État sur la présence du PCI au sein de l'exécutif et quatre d'entre eux lui ont répondu que cela entraînerait la perte du soutien international, y compris financier, à l'Italie,. Les quatre pays concernés seraient l'Allemagne fédérale, la France, les États-Unis et la Grande-Bretagne, mais à Londres, un mutisme total est observé: le porte-parole déclare "no comment" aux questions des journalistes.

### Hostilité de l'Union soviétique
À l'hostilité de l'Église et des États-Unis s'ajoute celle de l'Union soviétique, qui se méfie d'Enrico Berlinguer depuis 1968 et qui ne veut pas voir naître une expérience de socialisme dans un cadre pluraliste dirigé par le PCI.
Par ailleurs, l'URSS ne veut pas affronter les États-Unis dans leur fief de l'OTAN. Au nom de la détente États-Unis–URSS entamée en 1972 et ratifiée en 1975 par les accords d'Helsinki, chacune des deux grandes puissances se doit de respecter le système socio-économique et la zone d'influence de l'autre.
Le soutien logistique apporté par des pays socialistes (URSS, Allemagne de l'Est, Tchécoslovaquie) aux Brigades rouges renforce Berlinguer dans sa conviction de la volonté soviétique de contrer son arrivée au pouvoir et distendra encore plus les relations entre les deux Partis communistes.
En novembre 1982 à la mort de Léonid Brejnev, son successeur Iouri Andropov refuse de recevoir deux personnalités occidentales venues le rencontrer : Pierre Mauroy et Enrico Berlinguer.

## Héritage
La chute du mur de Berlin le 9 novembre 1989 va conduire les héritiers de Berlinguer à transformer le Parti communiste italien en Parti démocrate de la gauche (PDS), qui disparaît rapidement en une multitude de petits partis, mettant fin à l'opposition communiste la plus puissante d'Europe de l'Ouest.